# محمودآباد سفلی (تربت جام)
محمودآباد سفلی ، روستایی است از توابع بخش مرکزی شهرستان تربت جام در استان خراسان رضوی.
این روستا در دهستان میان جام قرار دارد و بر اساس سرشماری سال ۱۳۸۵ جمعیت آن (۴۵۵خانوار) ۱٬۹۵۳نفر
بوده‌است.
این روستا در میان جلگه جام و در کنار جام رود واقع شده‌است و از قدیمی‌ترین و در عین حال مهم‌ترین روستاهای این بخش شناخته می‌شود.
در کتب تاریخی نام این روستا زرشتک (زرتشتک، زرتشتی‌ها) که به عنوان بخشی از خرگرد کهن جام بوده، معرفی می‌کنند به‌طوری‌که از نگاه رشید سفیدان، می‌شنویم که قبلاً این روستا محل سکونت زرتشتیان، اعیان‌نشین و در عین حال مهم خرگرد جام بوده‌است.
اکثر جمعیت این روستا کشاورز و دامدار می‌باشند.
از محلات مهم یا قدیمی این روستا می‌توان به ارگ، موری‌ها و بخش مرکزی و کهن روستا که در حصار برج و باروها قرار گرفته‌است نام برد.
این روستا دارای یک بیمارستان نیمه فعال - دهیاری، شورای شهر - آتشنشانی، مدارس در پایه‌های مختلف آموزشی و همچنین حمام و کتابخانه و تعداد قابل توجهی مسجد و حسینیه می‌باشد است.
مذهب اکثر محمودآبادی‌ها تشییع بوده اما اهل تسنن نیز بخشی از جمعیت روستا نیز شامل می‌شوند.
دیدنی و در عین حال مهم‌ترین بخش این روستا برج و باروها و تعداد دو دروازه‌ای می‌باشد که بگفته برخی از کتب قدمت آن به دوران صفوی برمیگرد که نوع پوشش طاق‌های خشتی دورازه‌ها از مهم‌ترین شاخص‌های معماری است که کمتر در ساخت این چنین بناهایی دیده شده‌است. هر چند بواسطه عدم توجه سازمان میراث فرهنگی و همچنین دست اندازی‌های مردم، بخش زیادی از دیوار و دروازه شرقی روستا تخریب یا در حال تخریب می‌باشد.
بر اساس آخرین سرشماری نفوس و مسکن در سال ۱۳۹۵ جمعیت روستا ۱۷۴۵ نفر اعلام شده‌است
| خانوار | جمعیت | مرد | زن  |
| ۴۹۰    | ۱٬۷۴۵ | ۸۹۰ | ۸۵۵ |